# Renold
Die Renold plc mit Sitz in Wythenshawe, Manchester (UK) ist die Holdinggesellschaft der 1879 gegründeten Renold-Gruppe. Die Unternehmensgründung geht zurück auf Hans Renold aus dem schweizerischen Aarau.
Das Unternehmen entwickelt und fertigt heute Antriebs- und Förderketten, Getriebe, Kupplungen und Spindeln und ist in 17 Ländern weltweit aktiv. Von den ca. 2.400 Mitarbeitern sind 23,4 % in Großbritannien und 20,1 % in Indien und 14,9 % in USA und 14,6 % in China und 14,4 % in Deutschland und 12,6 % in übrigen Ländern beschäftigt. (Stand 2014)
Das deutsche Unternehmen Arnold & Stolzenberg GmbH, 1909 als Herstellerfirma für Präzisionsketten gegründet, ist seit 1963 die deutsche Niederlassung der Unternehmensgruppe und eine 100%ige Tochter der Renold Gruppe. Im Jahr 2007 wurde das deutsche Tochterunternehmen in Renold GmbH umbenannt. An dessen Standort Einbeck, Ortslage Juliusmühle, werden mit mehr als 300 Mitarbeitern Produkte der Antriebstechnik, insbesondere Hochleistungs-Rollenketten, produziert.
2016 erwarb Renold die Zahnketten-Sparte von Aventics.